# Michał VI Stratiotikos
Michał VI Stratiotikos, Michał Bringas – cesarz bizantyjski w latach 1056–1057.
Był prawdopodobnie krewnym Józefa Bringasa, słynnego i potężnego dworzanina w czasie rządów Romana II. Michał Bringas był patrycjuszem i biurokratą, służył jako minister wojny i stąd zawdzięcza swój przydomek – Stratiotikos (ten-który-lubi-wojnę). Michał został wybrany przez cesarzową Teodorę na jej następcę krótko przed jej śmiercią we wrześniu 1056.
Michał panował krótko i został usunięty przez Izaaka Komnena. Patriarcha Konstantynopola – Michał Keroularios przekonał go, aby abdykował na korzyść Izaaka (31 sierpnia 1057). Cesarz wysłuchał jego rady i został mnichem.